# Robert Chenavier
Robert Chenavier est un philosophe français, spécialiste de philosophie sociale, en particulier de Simone Weil et d'André Gorz. Partant de la pensée de Weil et de Gorz, ses interventions et ses publications portent principalement sur la notion de travail et la forme idéale de la vie individuelle et sociale.

## Biographie

### Formation
Robert Chenavier est agrégé de philosophie et docteur en philosophie. Il a rédigé une thèse intitulée « L'évolution de la pensée de Simone Weil sur le rôle du travail dans la vie de l'individu et dans celle de la société » sous la direction de François Heidsieck (d), soutenue en 1997 à l'université Pierre-Mendès-France. Cette thèse a donné lieu à une publication aux éditions du Cerf en 2001.

### Fonctions
Robert Chenavier est président de l'Association pour l'étude de la pensée de Simone Weil (d) depuis 1998 et gère les Cahiers Simone Weil publiés par l'Association. Il est vice-président de l'Association Simone Weil Edito, qui est responsable de l'établissement de l'édition des Œuvres complètes de Simone Weil publiées par les éditions Gallimard. Il est professeur de philosophie au lycée du Mont-Blanc René-Dayve de Passy.

## Travaux
Le principal ouvrage de Robert Chenavier consiste à montrer, en se fondant sur une lecture systématique et chronologique de l'œuvre de Simone Weil, que toute la philosophie de cette dernière est, au fond, une philosophie du travail. D'après le compte rendu de Marion Vorms (d), « la lecture de Robert Chenavier est profondément fidèle à l’esprit de la philosophe » et « la notion de travail permet donc bien de parcourir l’ensemble des thèmes des écrits de Simone Weil ».
Dans un ouvrage qui est l'aboutissement d'articles précédemment consacrés au problème d'un prétendu antisémitisme de Simone Weil, Robert Chenavier souhaite mettre fin aux polémiques à ce sujet en démontrant, à partir d'une analyse approfondie de l'œuvre de la philosophe, que cette accusation est infondée. Dans leur compte rendu, Pasquier Lambert (d) affirme que l'ouvrage « constitue une excellente mise au point », tandis que Charles Jacquier (d) souligne que l'auteur « traite de ce difficile sujet avant tout en philosophe, avec une grande honnêteté et une large documentation ».
Robert Chenavier a édité, présenté et annoté quatre des volumes des Œuvres complètes de Simone Weil, dont celui contenant L'Enracinement, et collaboré à deux volumes des Cahiers. Il a exposé, lors d'un entretien réalisé en février 2023, l'histoire de l'édition des œuvres de Simone Weil. On lui doit également l'édition revue et augmentée de La Condition ouvrière (Gallimard, 2002) et une édition annotée des Réflexions sur les causes de la liberté et de l'oppression sociale (Libertalia, 2022) comprenant un essai substantiel sur la pensée de Simone Weil.

## Publications

### Livres
- Robert Chenavier, Simone Weil, une Juive antisémite ? Éteindre les polémiques, Paris, Gallimard, coll. « Hors série Connaissance », 2021, 226 p.
- Robert Chenavier, André Gorz. Fonder l'écologie politique, Paris, Michalon, coll. « Le bien commun », 2020, 128 p.
- Robert Chenavier, Simone Weil. L'attention au réel, Paris, Michalon, coll. « Le bien commun », 2009, 128 p.
- Robert Chenavier, Simone Weil. Une philosophie du travail, Paris, Le Cerf, coll. « La nuit surveillée », 2001, 738 p.

### Articles
- Robert Chenavier, « Le travail, modèle de toute activité ou élément de la multiactivité ? », Cahiers philosophiques, no 171,‎ juillet 2023.
- Robert Chenavier, « Mettre en relation la personne, le collectif, le commun et la limite », Cahiers Simone Weil, t. XLVI, no 2,‎ juin 2023.
- Robert Chenavier, « Transposer la pensée de Simone Weil », in Simone Weil, Réflexions sur les causes de la liberté et de l'oppression sociale, Montreuil, Libertalia, 2022, p. 203-333.
- Robert Chenavier, « Liberté de pensée, liberté d’expression et vérité », Cahiers Simone Weil, t. XLV, no 3,‎ 2022.
- Robert Chenavier, « Le réalisme de Simone Weil », Cahiers Simone Weil, t. XLV, no 2,‎ 2022.
- Robert Chenavier, « Transformer la vie par la poésie », Cahiers Simone Weil, t. XLV, no 1,‎ 2022.
- Robert Chenavier, « Sentiment civique et anticivisme chez Simone Weil », Rivista Italiana di Filosofia Politica, no 3,‎ 2022, p. 177-194.
- Robert Chenavier, « L'édition des Œuvres complètes. Une lecture renouvelée de Simone Weil », Mil neuf cent. Revue d'histoire intellectuelle, no 40,‎ janvier 2022, p. 143-157.
- Robert Chenavier, « Autour de Simone Weil et la Commune », Cahiers Simone Weil, t. XLIV, no 3,‎ 2021.
- Robert Chenavier, « Se débrouiller de son côté, avec soi-même et l’univers », Cahiers Simone Weil, t. XLIV, no 2,‎ 2021.
- Robert Chenavier, « L'identité. Une supposition ou une réalité ? », Comprendre : Revista Catalana de Filosofia, vol. 22, no 2,‎ 2020, p. 95-103.
- Robert Chenavier, « Quelle guerre ? Quelle paix ? », Cahiers Simone Weil, t. XLIII, no 2,‎ 2020.
- Robert Chenavier, « Simone Weil est-elle un écrivain engagé ? », Cahiers Simone Weil, t. XLIII, no 1,‎ 2020.
- Robert Chenavier, « "Se mettre dans la troisième dimension". Une théorie du transfert chez Simone Weil », in Robert Chenavier et Thomas Pavel (dir.), Simone Weil, réception et transposition, Paris, Classiques Garnier, coll. « Colloques de Cerisy », 2019, p. 65-79.
- Robert Chenavier, « La littérature comme signe », Cahiers Simone Weil, t. XLII, no 3,‎ 2019.
- Robert Chenavier, « Droit, puissance, travail ou Spinoza continué », Cahiers Simone Weil, t. XLII, no 2,‎ 2019.
- Robert Chenavier, « Pour Simone Weil », Esprit,‎ janvier-février 2018, p. 14-17.
- Robert Chenavier, « Comment lire les premiers écrits de Simone Weil ? », Cahiers Simone Weil, t. XLI, no 4,‎ 2018.
- Robert Chenavier, « Réflexions sur la vulgarisation politique de Simone Weil », Cahiers Simone Weil, t. XLI, no 1,‎ 2018.
- Robert Chenavier, « Simone Weil et André Gorz. Deux versions d’une sortie du capitalisme », EcoRev', no 45,‎ février 2017, p. 75-84.
- Robert Chenavier, « Des "germes d’idées (qui) vont toujours dans le même sens" », Cahiers Simone Weil, t. XL, no 3,‎ 2017.
- Robert Chenavier, « L'axe de notre système social est-il "en train de se retourner" ? », Cahiers Simone Weil, t. XL, no 1,‎ 2017.
- Robert Chenavier, « Simone Weil antimoderne, modérément moderne ou "altéromoderne" ? », Tumultes, no 46,‎ janvier 2016, p. 157-173.
- Robert Chenavier, « Sortir d’une "inconsciente sécurité" », Cahiers Simone Weil, t. XXXIX, no 3,‎ 2016.
- Robert Chenavier, « "Méditer le vieux récit de la Genèse" », Cahiers Simone Weil, t. XXXIX, no 2,‎ 2016.
- Robert Chenavier, « L’Enracinement, un second "Grand Œuvre" », Cahiers Simone Weil, t. XXXVIII, no 3,‎ 2015.
- Robert Chenavier, « Marx dépassé "au-dedans de sa pensée" », in Emmanuel Gabellieri et François L'Yvonnet (dir.), Cahier Simone Weil, Paris, L'Herne, coll. « Les Cahiers de l'Herne », 2014, p. 243-248.
- Robert Chenavier, « Les méfaits de l'unidimensionnel », Cahiers Simone Weil, t. XXXVII, no 3,‎ 2014.
- Robert Chenavier, « L'"étonnant phénomène" et le "cher noumène" », Cahiers Simone Weil, t. XXXVII, no 2,‎ 2014.
- Robert Chenavier, « Les vertus d'une contre-histoire », Cahiers Simone Weil, t. XXXVI, no 3,‎ 2013, p. 205-210.
- Robert Chenavier, « Quand agir, c'est lire. La lecture créatrice selon Simone Weil », Esprit,‎ août-septembre 2012, p. 116-130.
- Robert Chenavier, « Anti-hébraïsme, antijudaïsme ou antisémitisme ? », Esprit,‎ août-septembre 2012, p. 49-51.
- Robert Chenavier, « Les écrits de Marseille », Cahiers Simone Weil, t. XXXV, no 3,‎ 2012.
- Robert Chenavier, « Les usages du surnaturel chez Simone Weil », Cahiers Simone Weil, t. XXXIV, no 4,‎ 2011, p. 385-394.
- Robert Chenavier, « Une interrogation fondamentale dans des écrits de circonstance », Cahiers Simone Weil, t. XXXIV, no 2,‎ 2011, p. 385-394.
- Robert Chenavier, « Actualité de Simone Weil ? », Cahiers Simone Weil, t. XXXIV, no 1,‎ 2011.
- Robert Chenavier, « Le courage de Simone Weil, ou la "griffe du réel" », Sens-dessous, no 8,‎ janvier 2011, p. 55-62.
- Robert Chenavier, « La notion d'existence chez Simone Weil », Cahiers Simone Weil, t. XXXIII, no 4,‎ 2010.
- Robert Chenavier, « Justification philosophique du travail, critique sociale du travail », Cahiers Simone Weil, t. XXXIII, no 1,‎ 2010.
- Robert Chenavier, « Simone Weil et la notion de travail », in Chantal Delsol (dir.), Simone Weil, Paris, Le Cerf, coll. « Les Cahiers d'histoire de la philosophie », 2009.
- Robert Chenavier, « Quelle image du monde dans la science contemporaine ? », Cahiers Simone Weil, t. XXXII, no 2,‎ 2009.
- Robert Chenavier, « Un document sur la question du baptême de Simone Weil », Cahiers Simone Weil, t. XXXII, no 1,‎ 2009.
- Robert Chenavier, « Toucher "ce froid mortel de l'énergie végétative". Épisode d'une amitié entre Simone Weil et Boris Souvarine », Cahiers Simone Weil, t. XXX, no 4,‎ 2007, p. 441-456.
- Robert Chenavier, « Simone Weil, l'anti-hébraïsme et les Juifs », Cahiers Simone Weil, t. XXX, no 3,‎ 2007, p. 215-238.
- Robert Chenavier, « "Une joie gratuite" et "une vertu" », Cahiers Simone Weil, t. XXX, no 2,‎ 2007, p. 119-120.
- Robert Chenavier, « Les méditations cartésiennes de Simone Weil », Les Études philosophiques, no 82,‎ mars 2007, p. 183-205.
- Robert Chenavier, « Simone Weil. Philosophie du travail », Revue d'éthique et de théologie morale, no 244,‎ février 2007, p. 31-40.
- Robert Chenavier, « Franchir un seuil sans changer de direction », in François L'Yvonnet (dir.), Simone Weil. Le grand passage, Paris, Albin Michel, coll. « Espaces libres », 2006, p. 61-86.
- Robert Chenavier, « Un pluralisme culturel et religieux de principe », Cahiers Simone Weil, t. XXIX, no 4,‎ 2006, p. 339-344.
- Robert Chenavier, « "La solitude des précurseurs chargée d'espoir" », Cahiers Simone Weil, t. XXVIII, no 4,‎ 2005.
- Robert Chenavier, « Simone Weil, auteur "en quelque sorte" de La Pesanteur et la grâce », Cahiers Simone Weil, t. XXVIII, no 3,‎ 2005.
- Robert Chenavier, « La Condition ouvrière reçue et méconnue. "Un humanisme au sein même du capitalisme" ? », Cahiers Simone Weil, t. XXVII, no 4,‎ 2004.
- Robert Chenavier, « Philosophie/politique de la raison ou philosophie/politique de l'entendement ? », in Mireille Calle et Eberhard Gruber (dir.), Simone Weil. La passion de la raison, Paris, L'Harmattan, coll. « Trait d'union », 2003.
- Robert Chenavier, « Simone Weil – Joë Bousquet, une rencontre, une correspondance », Cahiers Simone Weil, t. XXIV, no 4,‎ 2001.
- Robert Chenavier, « Soin de l’âme et souci du monde », Cahiers Simone Weil, t. XXII, no 4,‎ 1999.
- Robert Chenavier, « Simone Weil et Rousseau : volonté générale, partis politiques, République », Cahiers Simone Weil, t. XXII, no 3,‎ 1999, p. 299-314.
- Robert Chenavier, « Esquisse d'un tableau historique des limites idéales du progrès humain », Cahiers Simone Weil, t. XXI, nos 1-2,‎ 1998.
- Robert Chenavier, « Simone Weil, "la haine juive de soi" ? », Réflexions historiques, vol. 23, no 1,‎ hiver 1997, p. 73-103.
- Robert Chenavier, « Note critique à propos d'un livre de Léon Poliakov », Cahiers Simone Weil, t. XVIII, no 3,‎ 1995.
- Robert Chenavier, « André Gorz, une philosophie de l'orientation (et de la désorientation) », Modern & Contemporary France, vol. 2, no 4,‎ 1994, p. 421-430.
- Robert Chenavier, « La question du travail : une introduction », Cahiers Simone Weil, t. XVI, no 4,‎ 1993.
- Robert Chenavier, « Simone Weil, "la haine juive de soi" ? », Cahiers Simone Weil, t. XIV, no 4,‎ 1991.
- Robert Chenavier, « Simone Weil et Hannah Arendt », Cahiers Simone Weil, t. XII, no 2,‎ 1989.
- Robert Chenavier, « Civilisation du travail ou civilisation du temps libre ? (II) », Cahiers Simone Weil, t. X, no 4,‎ 1987.
- Robert Chenavier, « Civilisation du travail ou civilisation du temps libre ? (I) », Cahiers Simone Weil, t. X, no 3,‎ 1987, p. 238-254.